# Вавилон 5: На оръжие
„Вавилон 5: На Оръжие“ (на английски: Babylon 5: A Call to Arms) е американски научнофантастичен филм от поредицата за едноименната космическа станция. Продукцията играе ролята на пилотен филм за сериала-продължение на Вавилон 5, наречен Кръстоносен поход. Представени са двама от главните герои на втория проект на сценариста Дж. Майкъл Стразински - Техно-Магът Гейлън и Дурина Нафийл, както и космическия кораб „Екскалибур“. Канал TNT започва да излъчва „На Оръжие“ на 3 януари 1999 г. Главните роли се изпълняват от актьорите Брус Бокслайтнър, Трейси Скогинс, Джери Дойл, Джеф Конауей, Кери Добро и Питър Удуърд.

## Сюжет
Пет години след края на събитията от оригиналните серии над Земята надвисва нова сериозна опасност. Извънземната раса на Драките разполага с изоствено от Сенките оръжие, наречено „Облак на Смъртта“, способно да разруши цяла планета. Техно - Магът Гейлън (в ролята Питър Удуърд) предупреждава президента на Междузвездния Алианс Джон Шеридан, че бившите слуги на Сенките се готвят да нападнат Земята. С помощта на капитан Андерсън и извънземна на име Дурина Нафийл, Шеридан успява да организира ефективна контра-атака и да обезвреди „Облака на Смъртта“. Въпреки това, последните оцелели кораби на Драките успяват да пуснат смъртоносен вирус в земната атмосфера, способен да убие всяка форма на живот на планетата до пет години. Във финалната сцена на филма президентът Шеридан обявява началото на нова космическа мисия, чиято цел ще бъде да намери лекарство срещу вируса.